# Kyle Williams (giocatore di football americano 2002)
Kyle Trevon Williams (Baltimora, 13 novembre 2002) è un giocatore di football americano statunitense che milita nel ruolo di wide receiver per i New England Patriots della National Football League (NFL).

## Carriera universitaria

### UNLV
Williams divenne titolare già nella sua prima stagione a UNLV nel 2020, guidando la squadra con 35 ricezioni per 426 yard e 2 touchdown. Fu inserito nella seconda formazione Freshman All-American da The Athletic e premiato come debuttante dell'anno della Mountain West Conference (MW) dopo avere disputato sei partite nella stagione accorciata per la pandemia di COVID-19. Nel 2021 ricevette 42 passaggi per 601 yard, secondo nella squadra. Nel 2022 terminò con 40 ricezioni per 541 yard e 5 touchdown.

### Washington State
Nel 2023 Williams si trasferì a giocare con i Washington State Cougars. Nella prima stagione disputò come titolare tutte le 12 partite, totalizzando 61 ricezioni per 843 yard e 6 touchdown. Nel 2024 fu il miglior ricevitore della squadra, con 70 ricezioni per 1.198 yard e 14 touchdown su ricezione, quest'ultimo un record dell'istituto. Nell'Holiday Bowl ricevette 10 passaggi per 172 yard (record di quel bowl) e un touchdown. Fu inserito nella quarta formazione All-American da Phil Steele a fine stagione e chiuse la sua carriera universitaria facendo registrare almeno una ricezione in tutte le 50 partite disputate. Fu inoltre invitato al Senior Bowl.

## Carriera professionistica

### New England Patriots
Williams fu scelto nel corso del terzo giro (69º assoluto) del Draft NFL 2025 dai New England Patriots.